# Črešnjevec pri Oštrcu
Črešnjevec pri Oštrcu (Duits: Kerschdorf bei Osterberg) is een plaats in Slovenië en maakt deel uit van de gemeente Kostanjevica na Krki in de NUTS-3-regio Spodnjeposavska. De plaats telde 16 inwoners op 1 januari 2020.

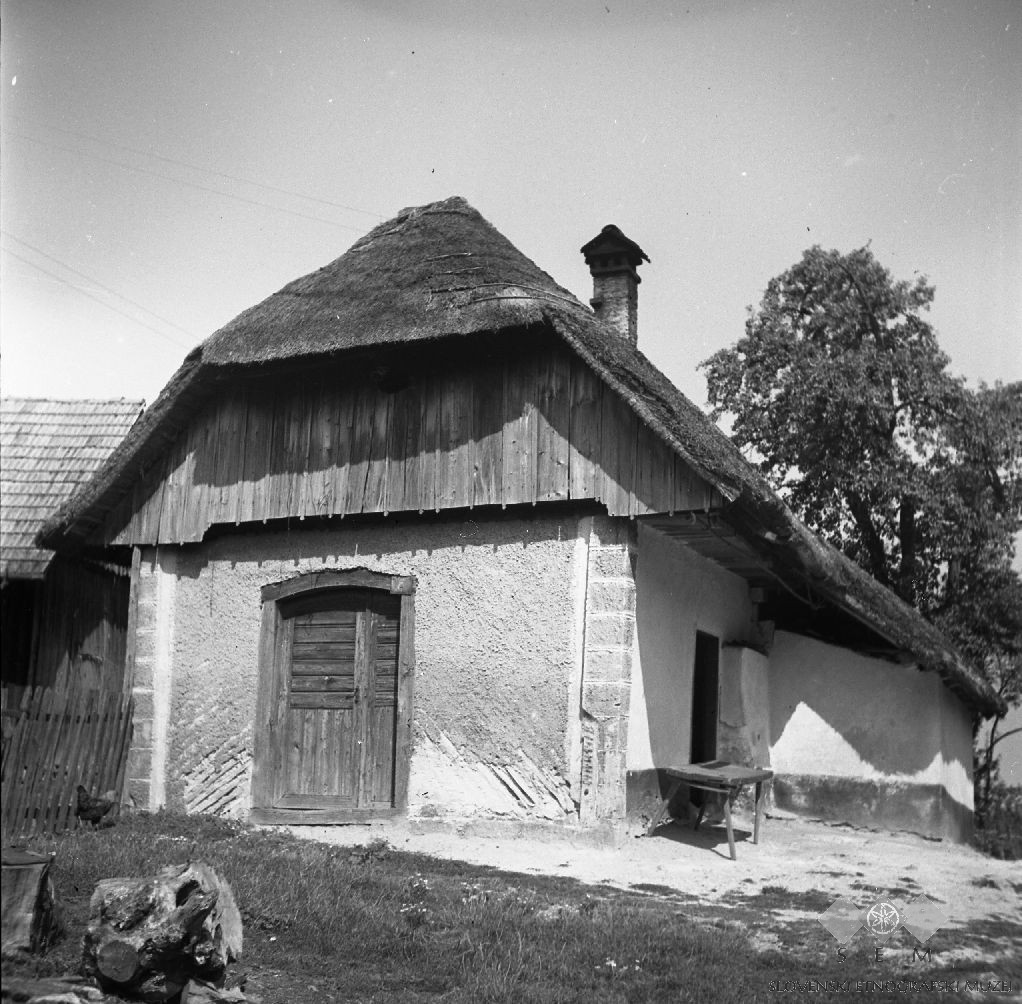
Oude schuur